# Eichoichemus pyrrhomystax
Eichoichemus pyrrhomystax là một loài ruồi trong họ Asilidae. Eichoichemus pyrrhomystax được Wiedemann miêu tả năm 1828. Loài này phân bố ở vùng Tân nhiệt đới.